# Părvenetska reka
Părvenetska reka (bulgariska: Първенецка река) är ett vattendrag i Bulgarien.   Det ligger i regionen Plovdiv, i den centrala delen av landet, 130 km sydost om huvudstaden Sofia.